# 張青雲
張青雲（1777年—1855年），字衢九，号楠亭。陕西富平县人。清朝將領。
嘉庆十四年（1809年）一甲第三名武进士，授二等侍衛。入直禁卫，任清门行走。嘉庆十八年（1813年），随陕西提督杨遇春开往河南滑县，镇压天理教反清运动，偷袭敌军获胜，实授兖州游击，后迁胶州副将。
道光十四年（1834年）护理曹州镇总兵，以剿贼、催督运河漕粮有功，实授广东高州镇总兵、署任广东陆路提督。道光十九年（1839年），调补四川川北镇总兵。
道光二十一年（1841年），英国侵略军进犯广东沿海，張青雲率部由川北驰援，充任总督行营营务翼长。同年三月，镇守广州西炮台，顶住英军炮火，力保炮台不失。因功实授广东陆路提督，赏戴花翎。此后在粤任职八年，因病辞职回籍，卒年七十七岁。